# Facultad de Historia, Geografía y Letras (Universidad Metropolitana de Ciencias de la Educación)
La Facultad de Historia, Geografía y Letras es una de las cuatro facultades que componen la Universidad Metropolitana de Ciencias de la Educación cuyas carreras eran parte de la primera Facultad de Filosofía y Educación del ex-Pedagógico de la Universidad de Chile. La facultad imparte 7 carreras de pregrado (Licenciatura en Filología Latina y en Filología Griega, y Licenciaturas en Educación y Pedagogía en Historia, Castellano, Inglés, Alemán y Francés).
La facultad tiene la mejor carrera de Pedagogía en Castellano y Pedagogía en Historia según Compara Ranking 2019 de la Universidad Alberto Hurtado.

## Departamentos

### Departamento de Historia y Geografía

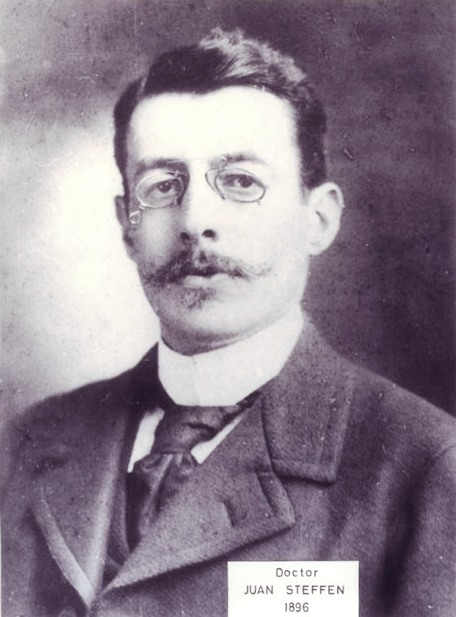
Dr. Hans Steffen, profesor de historia y doctor en filosofía de la Universidad de Berlín. Fundador de la carrera de Historia en el Pedagógico.

La historia de la Carrera de Historia y de Geografía, antes de su actual organización en Departamento, se inicia con la fundación del Instituto Pedagógico de la Universidad de Chile. Entre los profesores alemanes llamados a integrarlo se encontraba Dr. Hans Steffen, encargado de la cátedra de Historia y Geografía. Esta primera cátedra, dedicada a la enseñanza de estas dos disciplinas, constituye el origen primero de lo que es hoy el Departamento. Desde el año 1931 hasta el cierre definitivo del pedagógico, la carrera de Historia y Geografía pertenecía a la Facultad de Filosofía y Educación. En 1981, con la creación de la Academia Superior de Ciencias Pedagógicas, el departamento pasa a formar parte de la nueva Facultad de Historia, junto con la eliminación de la Licenciatura en Historia impartida en el exPedagógico.

### Centro de Estudios Clásicos Giuseppina Grammatico Amari
El Centro de Estudios Clásicos Giuseppina Grammatico Amari es una institución dedicada al estudio y a la investigación de la cultura griega y romana desde su época arcaica hasta los cimientos del cristianismo y en su proyección a las diversas épocas y su recepción en la actualidad. Enfocándose en la Lengua, Mitología, Historia, Literatura, Filosofía, Arte, Música y otras diversas áreas de la expresión cultural de la antigüedad, el Centro de Estudios Clásicos ha contribuido al rescate y a la vigencia de la cultura clásica.

### Departamento de Alemán

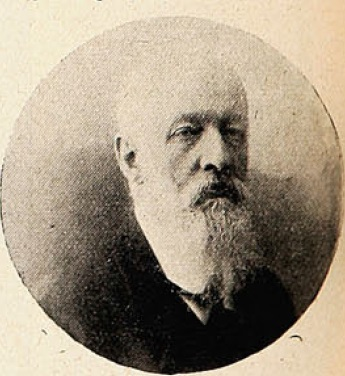
Dr. Federico Hanssen, exdirector del pedagógico, primer profesor de Alemán y fundador del departamento

El Departamento de Alemán alberga la Licenciatura en Educación con Mención en Alemán y Pedagogía en Alemán que cuenta con una larga trayectoria. Sus orígenes tienen lugar en 1889, cuando se creó el Instituto Pedagógico como entidad independiente y con su creación surge el Departamento de Alemán como unidad académica que abordaría la formación de profesores de Alemán a cargo del filólogo chileno-alemán traído por Valentín Letelier, Friedrich Hanssen, (doctor en filosofía y pedagogía en la Universidad de Leipzig y la Universidad de Estrasburgo). 
Desde hace prácticamente 50 años, el Departamento de Alemán cuenta con dependencias propias en las que funcionan todas las actividades de docencia, investigación y extensión. Su emplazamiento está en la calle Juan Enrique Concha 504, Ñuñoa.

## Egresados destacados

### Premios Nacionales de Historia

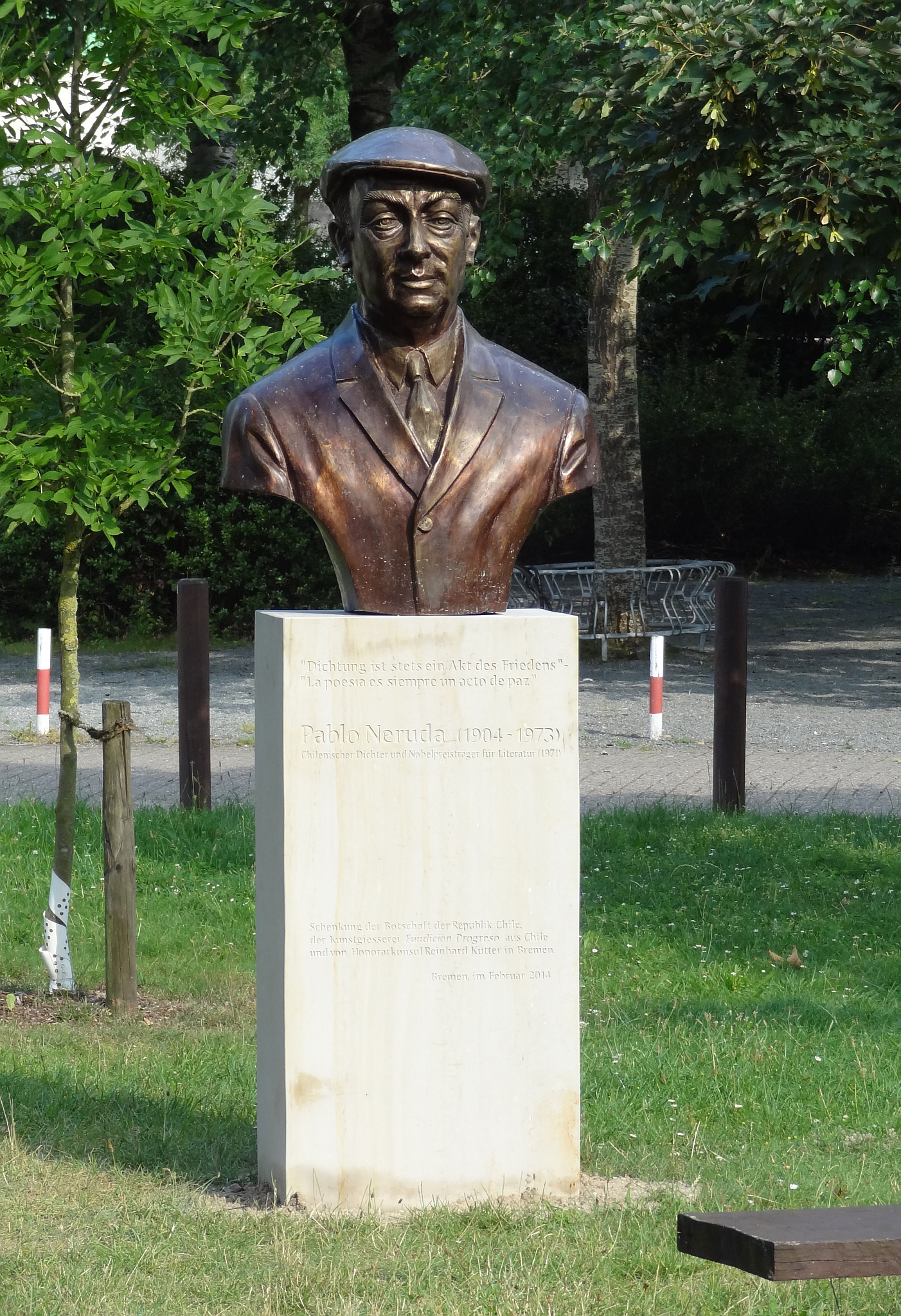
Busto del poeta Pablo Neruda en Bremen, Alemania. Exestudiante de francés en el Instituto Pedagógico de la Universidad de Chile

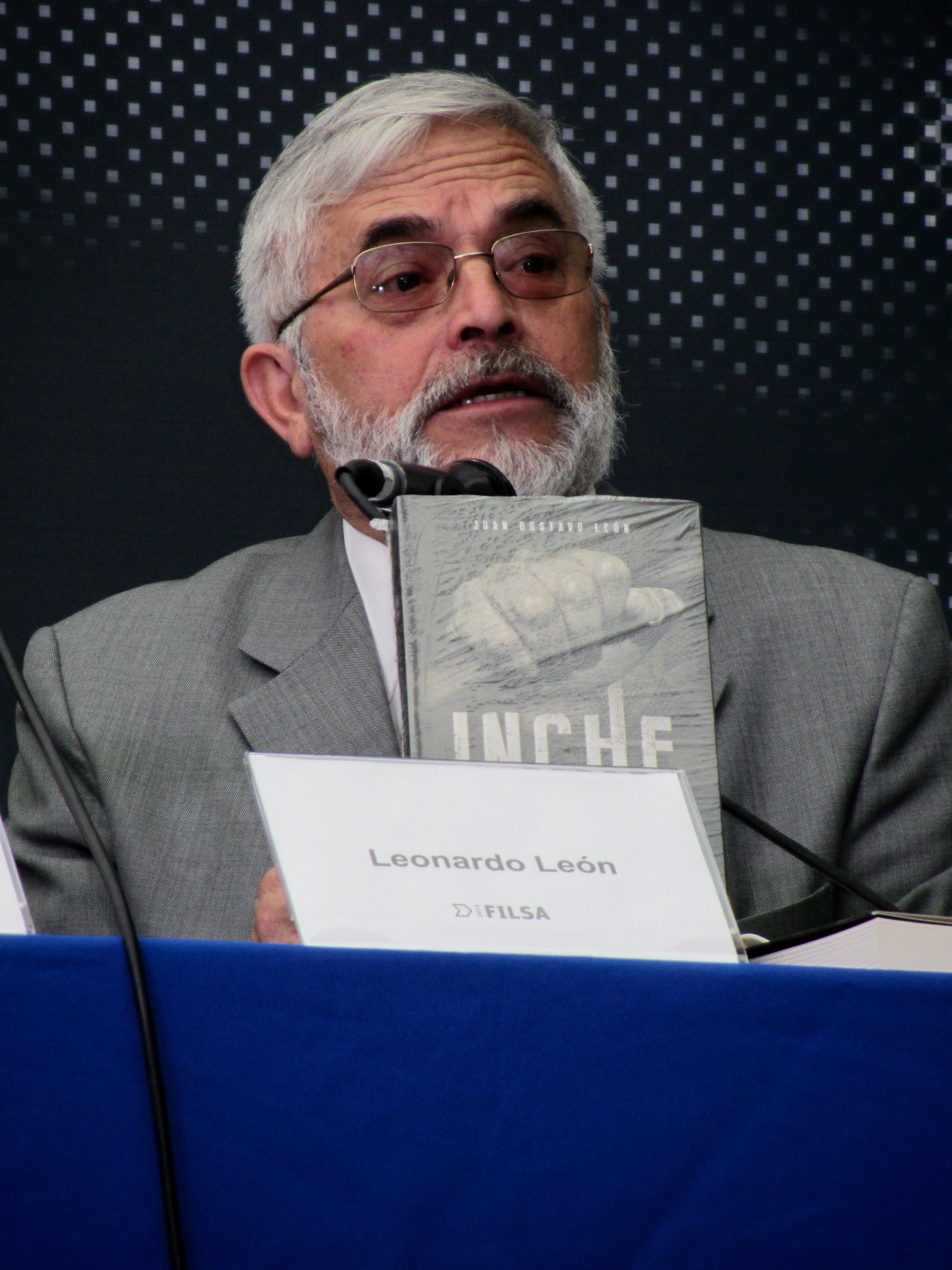
Historiador Leonardo León. Estudió tanto en el Instituto Pedagógico de la Universidad de Chile como en la Universidad Metropolitana de Ciencias de la Educación. También académico académico de esta Facultad.

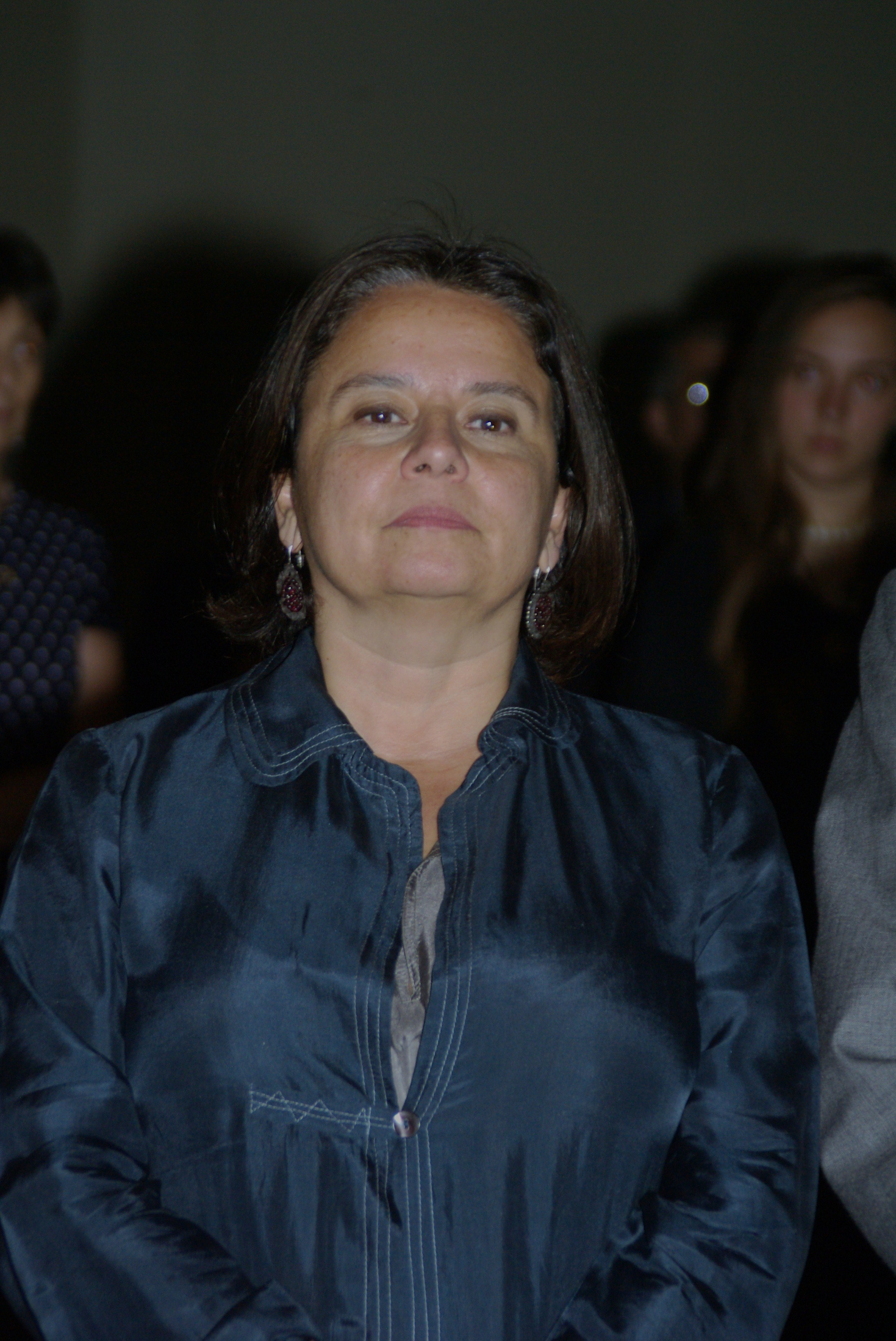
Claudia Barattini, Ministra de Cultura entre 2014 y 2015, estudió Historia en la Universidad Metropolitana de Ciencias de la Educación

- 1974 - Eugenio Pereira Salas
- 1976 - Mario Góngora
- 1980 - Néstor Meza
- 1986 - Rolando Mellafe Rojas
- 1990 - Álvaro Jara
- 1992 - Sergio Villalobos
- 2000 - Mateo Martinic
- 2002 - Lautaro Núñez Atencio
- 2004 - Jorge Hidalgo
- 2006 - Gabriel Salazar

### Historia

#### Instituto Pedagógico
- Enrique Molina Garmendia, rector de la Universidad de Concepción y (Ministro de Educación 1947-1948).
- Mariano Picón Salas, diplomático venezolano. Premio Nacional de Literatura de Venezuela 1954
- Néstor Meza, egresado de Pedagogía en Historia. (PNH 1980)
- Juan Floreal Recabarren, exalcalde y diputado de Antofagasta, egresado de Historia.
- Eugenio Pereira Salas, egresado de Historia y Geografía. (PNH 1974)
- Sergio Villalobos, egresado de Historia y Educación Cívica. (PNH 1992)
- Álvaro Jara, egresado de Historia. (PNH 1980)
- Gabriel Salazar, egresado de Historia. (PNH 2006)
- Rudecindo Ortega Mason, egresado de Historia. (Ministro de Educación 1938-1940).
- Jorge Teillier, egresado de historia, poeta chileno de la llamada generación literaria de 1950,1 creador y exponente de la poesía lárica
- Guillermo Izquierdo, egresado de Historia, profesor de la Universidad de París, Universidad de Buenos Aires y Universidad de La Plata. Fundador del partido fascista Movimiento Nacionalista de Chile.
- Juan Gómez Millas, egresado de Historia y fundador del Partido Unión Nacionalista de Chile (Ministro de Educación 1953 y 1964-1968) y exrector de la Universidad de Chile.
- Luis Galdames Galdames, político, abogado e historiador. Participó en la fundación del Partido Nacionalista.
- Amanda Labarca, escritora feminista, académica y fundadora del Liceo Experimental Manuel de Salas.
- Alberto Gamboa, periodista egresado de Historia y Ed. Cívica. (PNP 2017)
- Francisco Vidal Salinas, egresado de Historia. (Ministro de Defensa 2009-2010) (Ministro del Interior 2005-2006) (Ministro Secretario General 2003-2005 y 2007-2009).

#### Universidad Metropolitana de Ciencias de la Educación
- Eduardo Vergara Toledo, exestudiante de historia en la UMCE,[3] asesinado en la dictadura militar de Chile.
- Claudia Barattini, exestudiante de Historia. (Ministra de Cultura 2014-2015)
- Leonardo León, historiador y académico chileno.
- Luis Mesina,[4] coordinador de No+AFP.[5]
- Fabián González Calderón, egresado de Pedagogía en Historia de la UMCE, actual decano de la Facultad de Pedagogía de la Universidad Academia de Humanismo Cristiano.

### Francés

#### Instituto Pedagógico
- Pablo Neruda, egresado de Pedagogía en Francés. (Premio Nobel de Literatura 1971 )
- Romeo Murga, poeta y traductor chileno, compañero de Pablo Neruda.
- Darío Salas Díaz, educador y masón chileno. Esposo de Irma Salas Silva, también exestudiante del Pedagógico.

### Inglés

#### Instituto Pedagógico
- Tancredo Pinochet, fue un político e intelectual chileno, periodista autodidacta, académico y autor de crónicas, ensayos, cuentos y novelas. Fundador del Partido Nacionalista.
- Irma Salas Silva. Fue la primera chilena en obtener un doctorado en Educación, obtenido en la Universidad de Columbia, en 1930.

### Castellano

#### Instituto Pedagógico
- Samuel Lillo, egresado de castellano en 1905. (PNL 1947)
- Roberto Ampuero, estudiante de Literatura y Antropología Social sin egresar. (Ministra de Cultura 2013-2014) (Ministro de Relaciones Exteriores 2018-presente)
- David Rosenmann-Taub, profesor de Castellano, músico, poeta y artista chileno. Premio Municipal de Literatura de Santiago, 1952.
- Bélgica Castro, actriz más longeva de Chile. PNA 1995).
- Ernesto Livacic Gazzano, egresado de Castellano.
- Mariano Latorre, egresado de Castellano.
- Efraín Barquero, poeta chileno egresado de castellano. (PNL 2008)
- Ariel Dorfman, egresado de Literatura.
- José Ángel Cuevas, poeta de la Generación del 70. Ingresó a la Escuela de Derecho de la Universidad de Chile, pero allí "se sintió incómodo" por "el ambiente burgués y pituco",[6] así es que se cambió al Instituto Pedagógico.
- María Antonieta Saa, exalcaldesa, diputada y Consejera Regional del PPD.
- Manuel Silva Acevedo, poeta chileno de la llamada generación literaria de 1960 o generación dispersa. (PNL 2016)
- José Domingo Gómez Rojas, escritor anarquista.
- Esther Matte Alessandri, poeta chilena perteneciente a la Familia Alessandri.

#### Universidad Metropolitana de Ciencias de la Educación
- Maori Pérez
- Juan Claudio Burgos Droguett, dramaturgo.
- Claudia López, militante anarquista asesinada en 1998.
- Jorge Edison Cabello Terán, egresado (UMCE) de castellano. Director de Educación Continua y Vinculación con el Medio del INAF.[7]

## Revistas académicas
- Revista Limes
- Contextos
- Comunicaciones en Humanidades
- Educación y Tecnología
- Revista ITER
- Revista Dimensión Histórica de Chile
- Boletín de Geografía

## Carreras
| Departamento                         | Carrera                                                                                               |
| ------------------------------------ | --- |
| Departamento de Alemán               | Alemán                                                                                                |
| Departamento de Inglés               | Inglés Magíster en Idioma Inglés                                                                      |
| Departamento de Castellano           | Castellano Magíster en Lengua y Literatura                                                            |
| Departamento de Francés              | Francés                                                                                               |
| Departamento de Historia y Geografía | Historia Geografía                                                                                    |
| Centro de Estudios Clásicos          | Filología Griega Filología Latina Magíster en Lengua Griega y Latina Magíster en Cultura Greco-Romana |